# M6 (Azerbeidzjan)
De M6 is een hoofdweg in Azerbeidzjan die een oost-westverbinding vormt tussen de Hacıqabul en Mincivan. De weg is 286 km lang en eindigt bij de Zuid-Armeense grens.
M1 ·
M2 ·
M3 ·
M4 ·
M5 ·
M6 ·
M7 ·
M8